# Juncus thomsonii
Juncus thomsonii är en tågväxtart som beskrevs av Franz Georg Philipp Buchenau. Juncus thomsonii ingår i släktet tåg, och familjen tågväxter. Inga underarter finns listade i Catalogue of Life.

## Bildgalleri

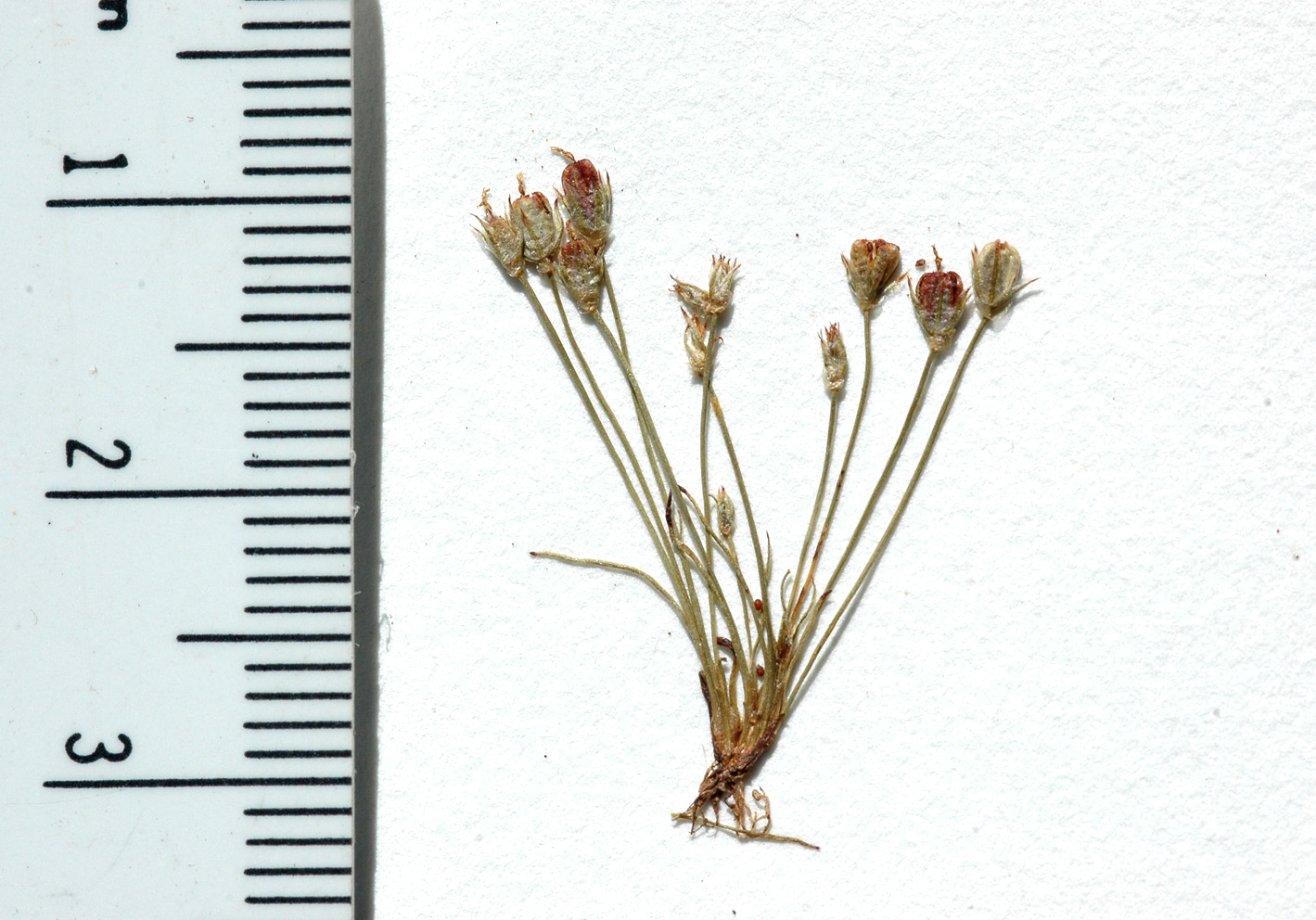